# Juicio sobre competencia contra Microsoft en la Unión Europea

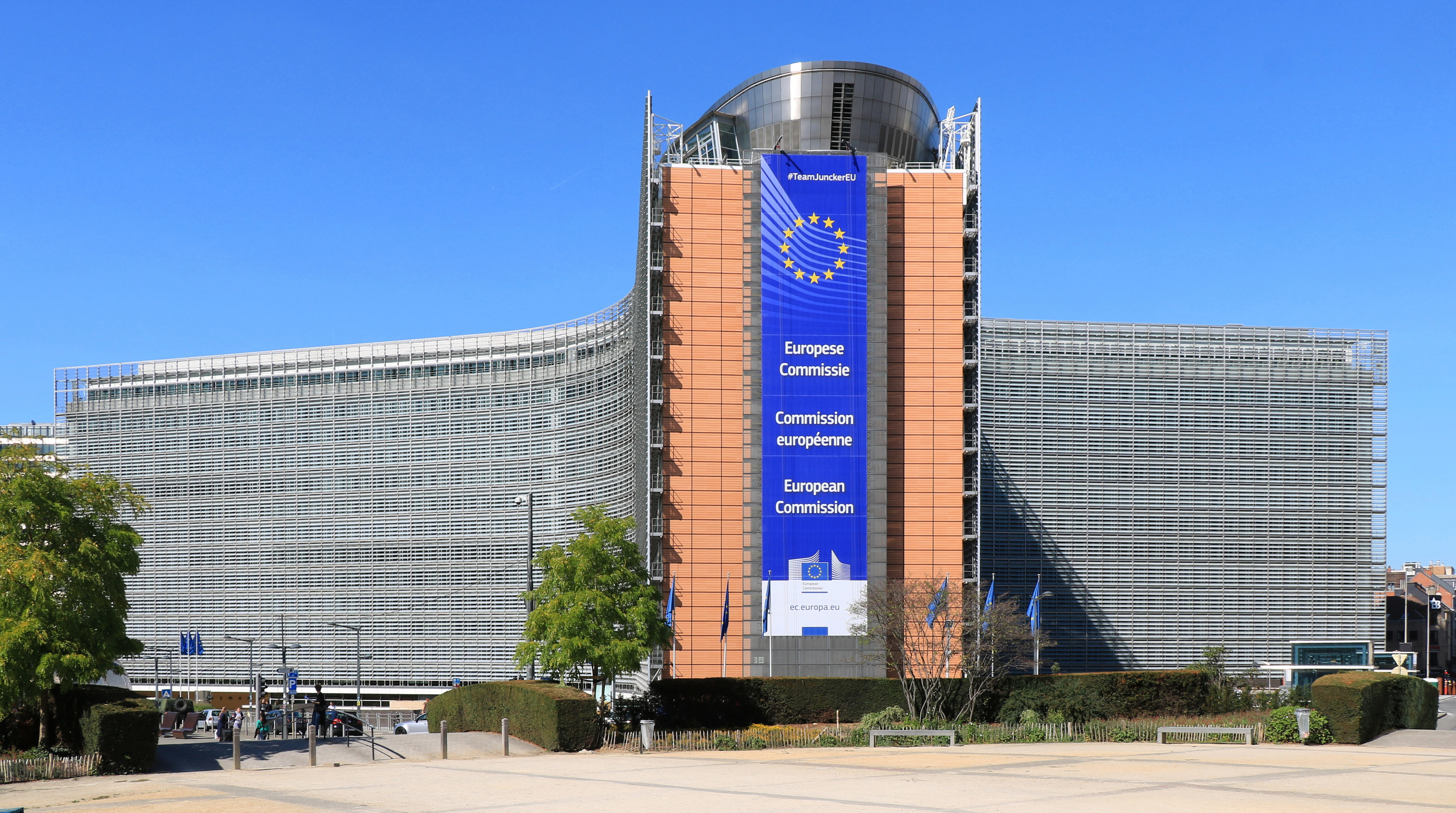
Bélgica - Bruselas - Schuman - Berlaymont - Sede de la Comisión Europea

El juicio sobre competencia contra Microsoft en la Unión Europea es un juicio que llevó adelante la European Commission de la Unión Europea (EU) contra Microsoft por abuso de su posición dominante en el mercado (según el Derecho de la competencia). El mismo comenzó como una protesta por parte de Novell en 1993 contra las prácticas de licencias de Microsoft, y devino en que la UE le ordenó a Microsoft que divulgara cierta información sobre sus productos de server y liberara una versión de Microsoft Windows desprovista de la aplicación Windows Media Player.